# Władimir Pawlenko
Władimir Fiedorowicz Pawlenko (ros. Владимир Федорович Павленко, ur. 30 lipca 1953 w Tallinnie - zm. 13 lutego 2023 w Minskie) – radziecki szablista, srebrny medalista mistrzostw świata.
Na mistrzostwach świata juniorów w 1972 roku zdobył złoty medal w szabli indywidualnej. Podczas mistrzostw świata w Göteborgu w 1973 roku reprezentacja ZSRR w składzie: Wiktor Sidiak, Władimir Nazłymow, Eduard Winokurow, Wiktor Krowopuskow i Władimir Pawlenko zdobyła srebrny medal w zawodach drużynowych. Był to jedyny medal Pawlenki wywalczony w zawodach tego cyklu.
Nigdy nie wziął udziału w igrzyskach olimpijskich.